# 默兹TGV站
默兹TGV站（法語：Gare de Meuse TGV），全名为默兹TGV-圣道站（法語：Gare de Meuse TGV - Voie Sacrée），是法国的一个铁路车站，位于法国默兹省的莱特鲁瓦多迈讷市镇范围内。

## 位置
默兹TGV站位于默兹省中部莱特鲁瓦多迈讷（法語：Les Trois Domaines），法国高速铁路东线上，车站呈东西走向，主站房位于车站南侧。

## 站名
默兹TGV站因地处默兹省境内而得名，其"圣道"（Voie Sacrée）后缀指的是车站东侧连接巴勒迪克和凡尔登的1916号省道（D1916），该公路在一战时期曾成为前往凡尔登战场的唯一通道，被称为生命线。TGV则是Train à Grande Vitesse（高速列车）的缩写。

## 争议
由于默兹TGV站所处的默兹省人口较少，加之其所处的位置又相对远离人口聚集区，因此默兹TGV站的修建与选址曾引发诸多争议。

## 停靠线路
以下列车线路在默兹TGV站停靠：
| 默兹TGV站列车线路表   |      |              |            |              |
| 线路                  | 车种 | 上一站       | 下一站     | 大致运行频率 |
| 巴黎—梅斯/卢森堡      | TGV  | 巴黎         | 梅斯       | 每天1~2趟    |
| 巴黎—南锡/圣迪耶      | TGV  | 巴黎         | 南锡       | 每天2趟左右  |
| 巴黎—斯特拉斯堡       | TGV  | 香槟-阿登TGV | 斯特拉斯堡 | 每天1~2趟    |
| 戴高乐机场—斯特拉斯堡 | TGV  | 香槟-阿登TGV | 洛林TGV    | 每天1~2趟    |
| 波尔多—斯特拉斯堡     | TGV  | 香槟-阿登TGV | 洛林TGV    | 每天1趟      |
| 1.                    |      |              |            |              |

## 配套交通

### 长途客车
| 停靠默兹TGV站的大巴车 |                |                                                                                        |
| 上下车地点            | 运营单位       | 主要线路及目的地                                                                       |
| 默兹TGV站门口         | 默兹省城际客运 | - 02号线：凡尔登、莱特鲁瓦多迈讷、巴勒迪克 - 摆渡巴士： - 科梅尔西 - 巴勒迪克 - 凡尔登 |
| 1. 2. 3.              |                |                                                                                        |

## 相邻车站
| 默兹TGV站（Gare de Meuse-TGV） |                  |                                                                                             |
| 上行车站                       | 线路             | 下行车站                                                                                    |
| 香槟-阿登TGV站 99.8km ←        | 法国高速铁路东线 | →↗（联络线）→……→ 78.6km→梅斯城站 （正线）→ 67.8km→洛林TGV站 ↘（联络线）→……→ 80.3km→南锡城站 |